# Setermoen
Setermoen är en tätort som utgör centralort i Bardu kommun i Troms fylke i norra Norge.
Setermoen har ungefär 2 250 invånare och den största arbetsgivaren är försvaret, som utbildat soldater i Setermoen sedan 1898.  Enheter som driver verksamhet i Setermoen leir är Panserbataljonen, Artilleribataljonen, Sanitetsbataljonen och Etterretningsbataljonen, alla ingående i "Brigade Nord". Totalt finns omkring 1.000 soldater och 500 officerare i Setermoen, vilket gör platsen till den största garnisonen i Norge. 
I Setermoen ligger också Troms Forsvarsmuseum, som är en enhet inom Midt-Troms Museum. Museet har en stor samling militära fordon från olika epoker.
1999 beslutade kommunestyret (kommunfullmäktige) i Bardu kommun att tilldela Setermoen status som stad (norska: by). Detta godkänds dock inte då kommunen har mindre än 5 000 invånare och statusen har därför dragits tillbaka.

## Bilder

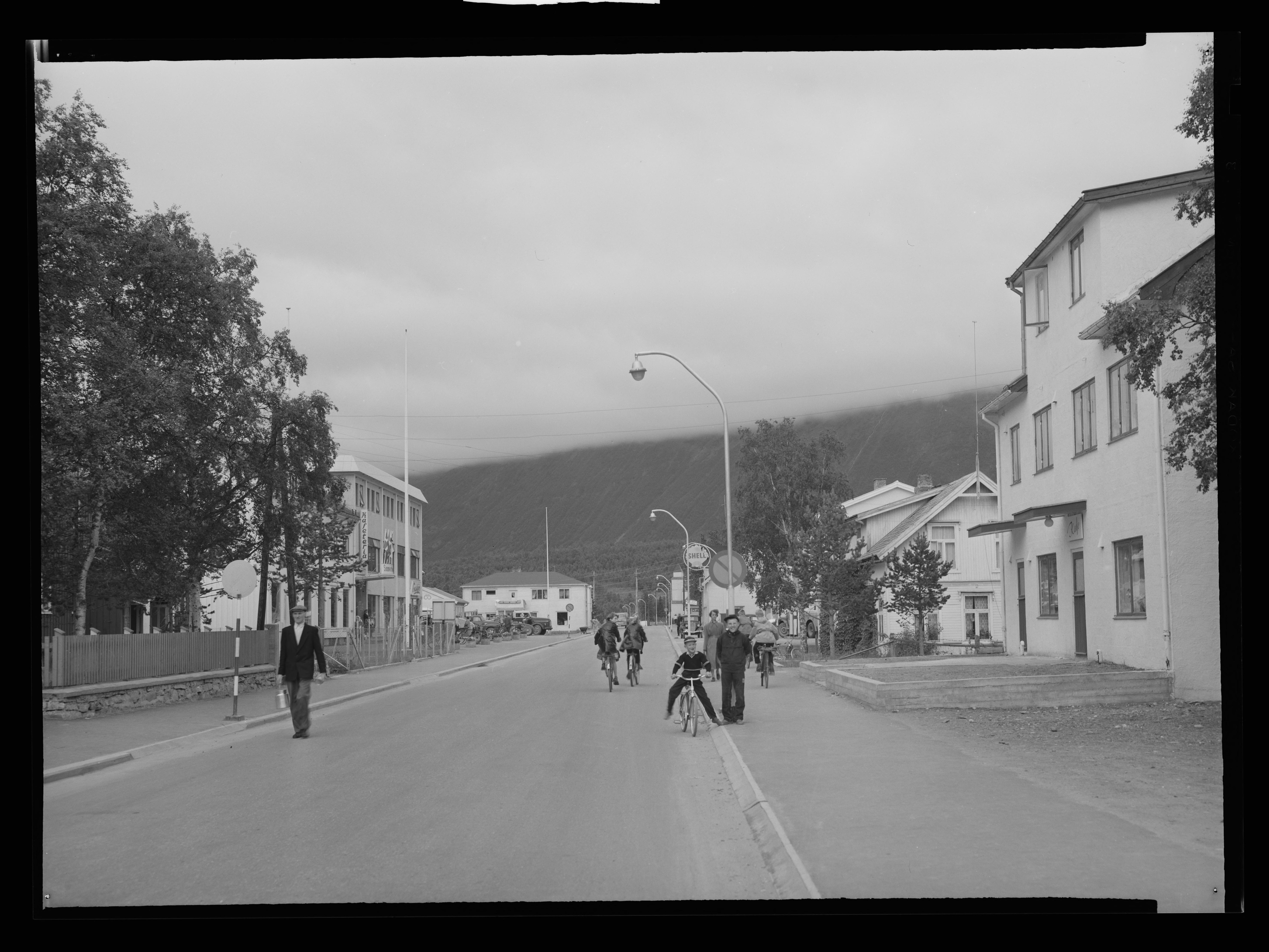
Huvudgatan, före 1958.
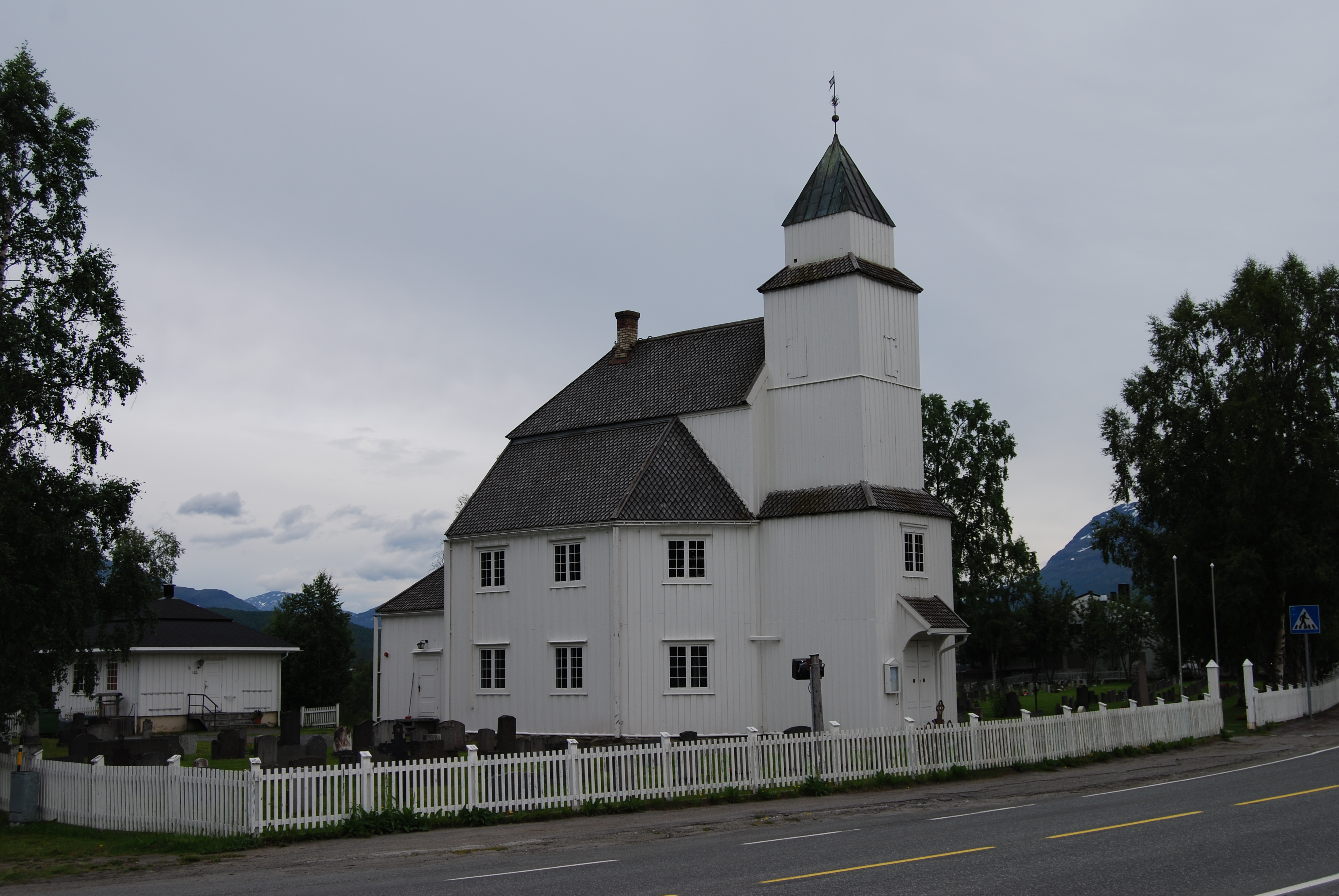
Bardus kyrka, en träkyrka från 1823.
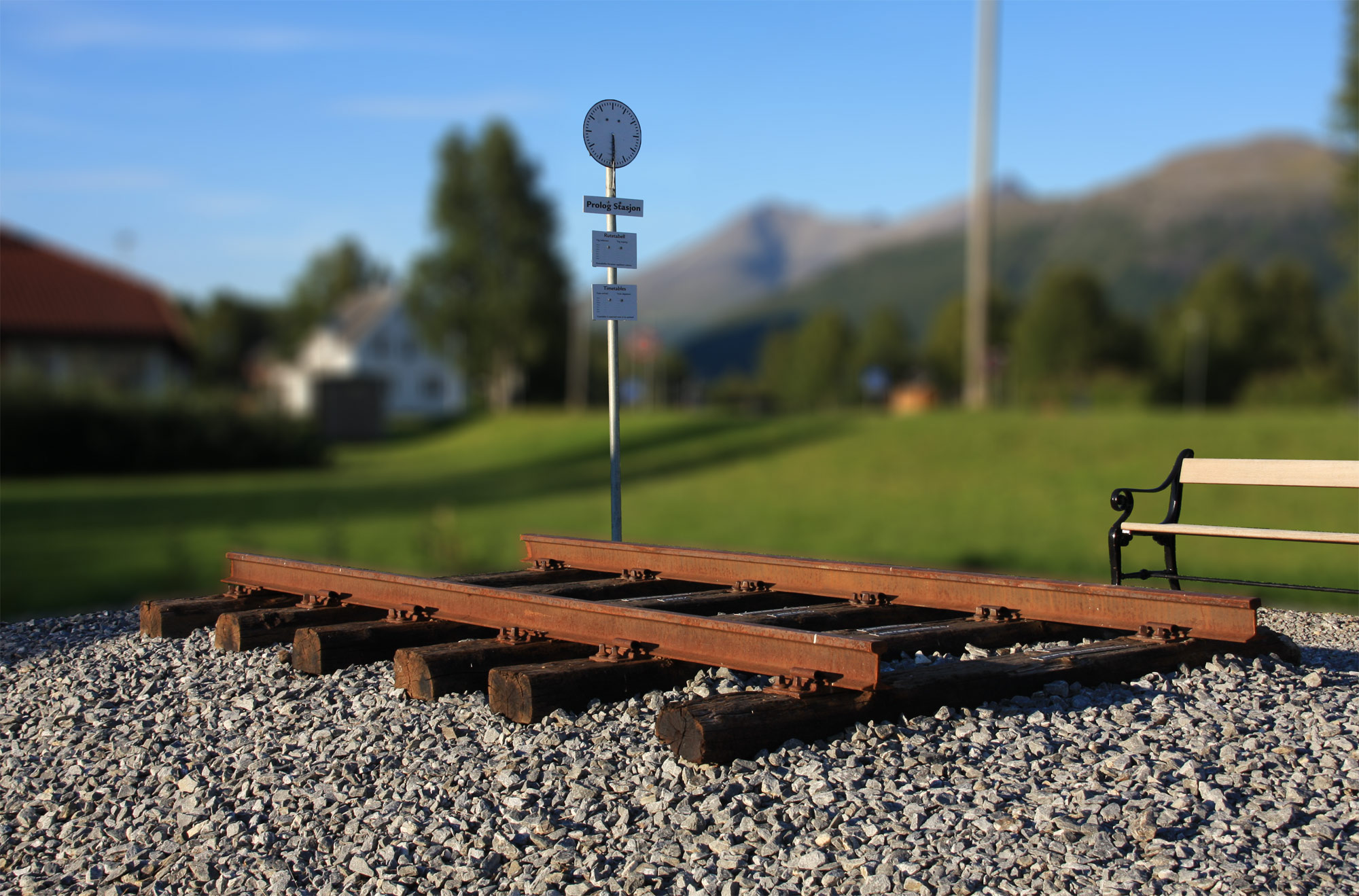
Installationen Prolog Stasjon av Ina Gravem Johansen och Dan Gschib, från 2010, i Kirkeparken.
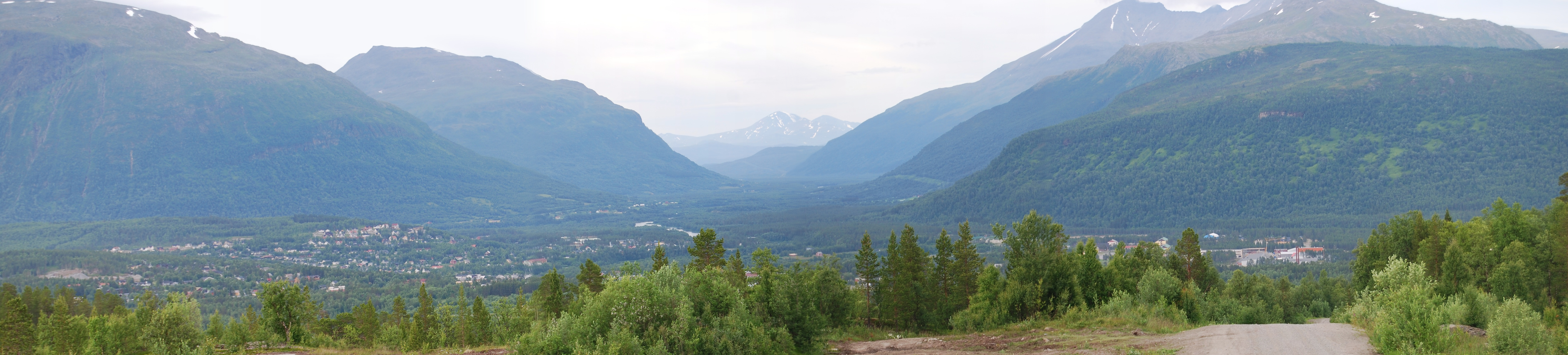
Setermoen.